# Корниец, Игорь Васильевич
И́горь Васи́льевич Корние́ц (укр. Ігор Васильович Корнієць; 14 июля 1967, Киев) — советский и украинский футболист, полузащитник; тренер.

## Карьера
Воспитанник «Динамо» Киев, первый тренер — В. Шилов. В 1984—1985 годах играл за дубль «Динамо», в 1985—1987 — в клубе второй лиги «Динамо» Ирпень, в 1987—1989 — вновь в «Динамо», в 1988 провёл 13 игр в высшей лиге. Сезоны 1989 и 1990 провёл в запорожском «Металлурге», в 1991 году сыграл 24 игры в «Шахтёре» Донецк. В течение двух сезонов играл за польский «Лех», в 1993—1995 за одесский «Черноморец».
В 1995 переехал в Россию, где играл за «Ротор» (1995—1997) и «Арсенал» Тула (1997—1998). Затем вернулся на Украину, в одесском «Сигнале» (2000—2002) и южноукраинской «Олимпии ФК АЭС» (2002—2003) был играющим тренером. Также работал тренером в «Металлисте», «Харькове». В 2013 году — главный тренер ФК «Реал Фарма».
В 1994 году Корниец в составе «Черноморца» выиграл Кубок Украины, забив гол в серии послематчевых пенальти. На следующий год он играл в финале Кубка России. Победитель также выявлялся в серии пенальти, но Корниец оказался единственным из 16 бивших одиннадцатиметровые футболистов, кто промахнулся, и «Ротор» проиграл матч.

## Достижения
- Чемпион Польши (2): 1992,1993.
- Обладатель Кубка Украины: 1994.
- Серебряный призёр чемпионата СССР: 1988.
- Серебряный призёр чемпионата Украины: 1995.
- Бронзовый призёр чемпионата Украины: 1994.
- Серебряный призёр чемпионата России: 1997.
- Бронзовый призёр чемпионата России: 1996.
- Финалист Кубка России: 1995.
- Финалист Кубка Интертото: 1996.